# 穆罕默德·吉哈德·拉哈姆
穆罕默德·吉哈德·拉哈姆（英語：Mohammad Jihad al-Laham，1954年1月13日—），叙利亚政治人物。2012年至2016年，担任叙利亚人民议会议长。此外他作为著名的刑事律师，拉哈姆担任叙利亚律师联合会的大马士革办事处的主任。
2012年5月7日，拉哈姆当选为大马士革众议员。2012年5月24日，拉哈姆当选为议会议长，他在250票中获得225票。他的当选也是叙利亚新议会的首批议案之一。他是叙利亚阿拉伯复兴社会党党员。 拉哈姆在当选议长时指出：“叙利亚正在经历一个需要每个人努力的阶段”、“议会应该是一面反映所有叙利亚人现实和满足其愿望的镜子”。